# Fort de la Crèche
Pour les articles homonymes, voir Crèche.
Le fort de la Crèche est une batterie de côte de type Séré de Rivières dont la construction a été achevée en 1879. Il se situe au sud de Wimereux, dans le Pas-de-Calais, sur la pointe de la Crèche. Il fait suite à un système de défense napoléonien constitué du fort de Terlincthun, aujourd'hui détruit, et d'un fort en mer, à l'extrémité de la pointe, dont il ne reste que les fondations.

## Camp napoléonien de Boulogne
Le fort de Terlincthun était une simple levée de terre ceinturée d'un mur de pierre construit par Napoléon Ier entre 1806 et 1808. Il n'en reste rien aujourd'hui.
Devant la pointe de la Crèche (Wimereux, Pas-de-Calais), se devinent encore les fondations du fort en mer, identique au fort de l'Heurt, édifié en 1803.

## Batterie française
.

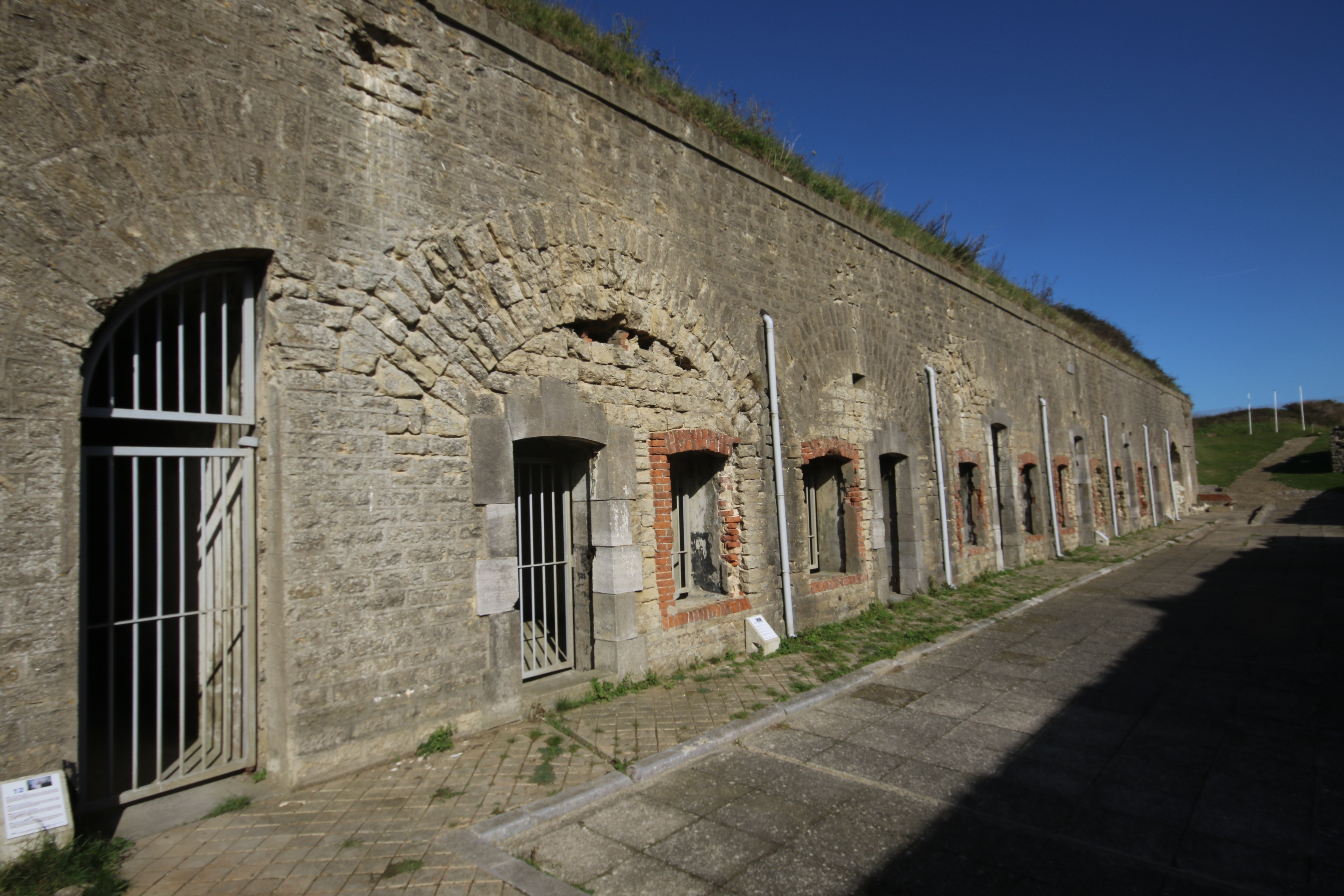
Façade de la caserne construite en 1879

En 1879 est achevé sur le site de la Crèche un fort type Séré de Rivières. Il ferme au nord un système de quatre forts avec :
- La batterie du fort d'Alprech (Le Portel) ;
- La batterie du mont de Couppe (Le Portel) ;
- La batterie de la tour d’Ordre (Boulogne-sur-Mer).

Elles sont toutes bâties sur le même schéma (un casernement, un magasin à poudre, deux ou trois abris sous traverse, trois à six plateformes pour canon et un puits) et sont entourées d'un mur de pierre et d'un fossé sec. Ensemble, elles protègent le port de Boulogne-sur-Mer.
Pendant la Première Guerre mondiale, le fort est opérationnel pour défendre le port qui joue un rôle stratégique dans le ravitaillement et l'évacuation des blessés.
Entre les deux guerres, la batterie de la Crèche est modernisée. L'armement est remplacé par quatre canons de 194 mm modèle 1902 ayant chacun deux soutes à munitions. Le mur d'enceinte est partiellement démoli pour leur faire place. Un poste de contrôle de tir dans une casemate bétonnée est construit sur la pointe, en haut de la falaise.

Pendant la bataille de France, le fort est le théâtre de violents combats. La batterie est alors dirigée par le lieutenant de vaisseau René de Forton. Le 23 mai 1940, la batterie est investie par des chars, malgré la destruction à bout portant d'un char léger et de deux auto-mitrailleuses. Le combat se poursuit alors avec des mitrailleuses et ce n'est qu'après deux heures de combat que les marins de la batterie, à court de munitions, se rendent
. Le contre-torpilleur Chacal est coulé au large du Portel alors qu'il tentait de stopper l'avancée allemande.

## La Seconde Guerre mondiale: les batteriesCrèche I,IIetIII

### La batterieCrèche I
En juin 1940, la Kriegsmarine prend possession des lieux en affectant pour la batterie du fort de la Crèche un détachement du 240e groupe d'artillerie de marine sous le commandement du Korvetten-Kapitän Fritz Diekmann à Wimereux. Les quatre canons de 19,4 cm, endommagés par les combats de mai 1940, sont réparés et camouflés pour éviter qu'ils ne soient repérés par l'aviation alliée. Le fort est désormais appelé Marine-Küsten-Batterie Crèche I (batterie côtière de Marine Crèche I). 

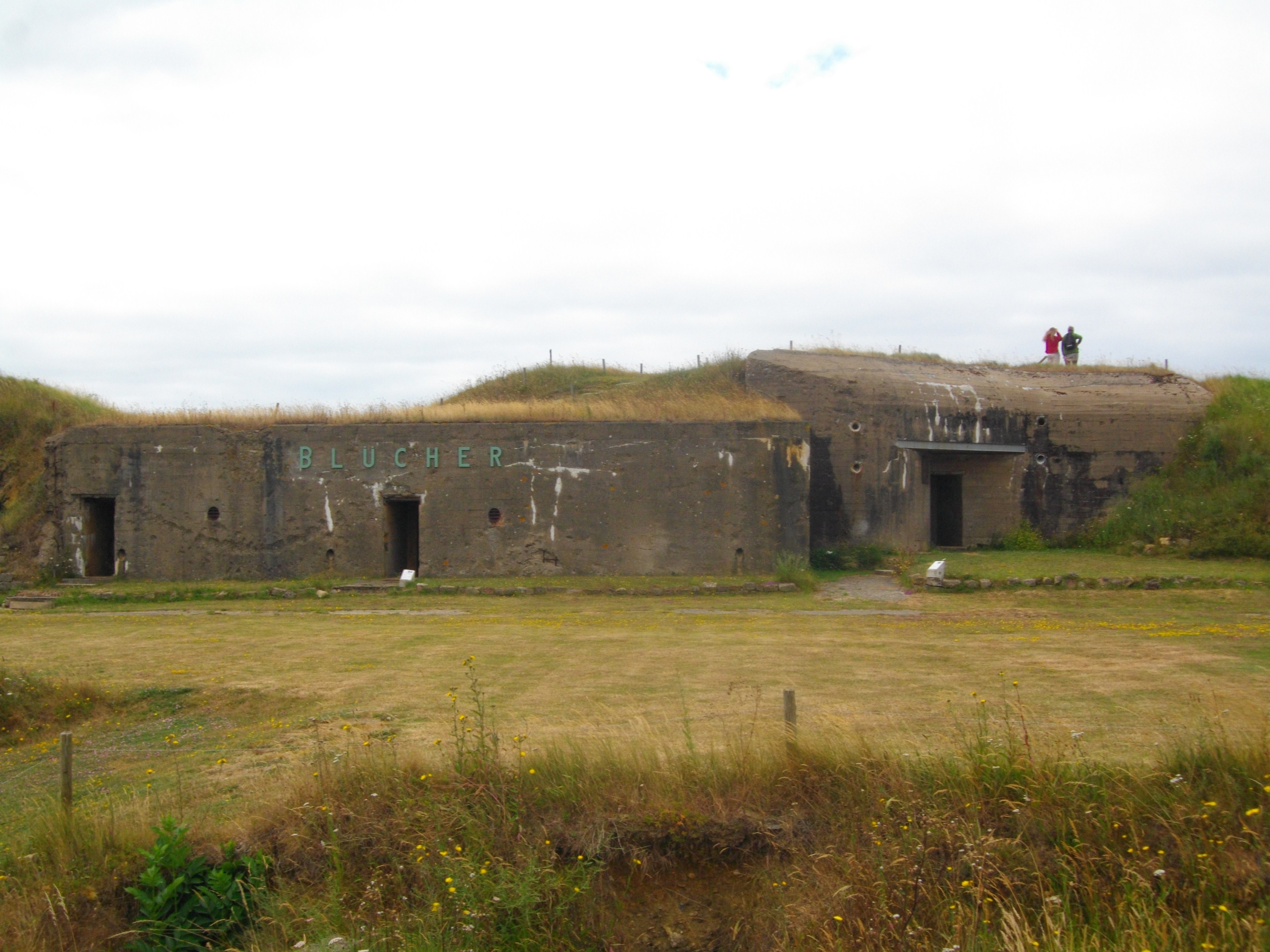
Le FK 648 derrière la casemate no 3, appelé "Blücher" par l'occupant.

En arrière de chaque pièce est construit, au début de la guerre, un bunker type FK pouvant loger 24 à 27 artilleurs. L'abréviation FK signifie Festungbau-stab der Kanalküste (abris de forteresse pour les troupes protégeant les côtes de la Manche).
La batterie est alors protégée des raids alliés par une pièce de 4 cm Flak Bofors et quelques pièces de 3,7 cm et 2 cm Flak.

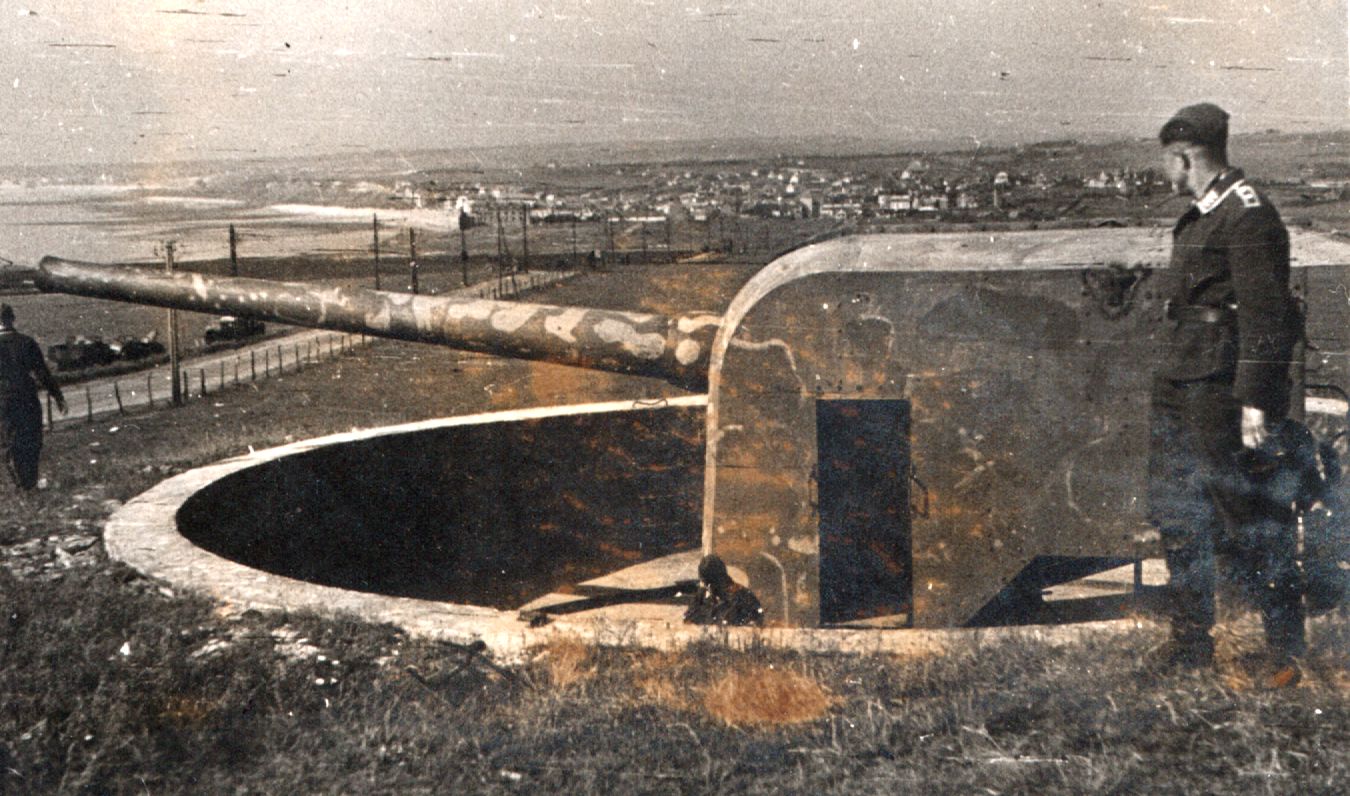
La pièce n°1 de 19,4 cm au début de la guerre. En arrière-plan, Wimereux.

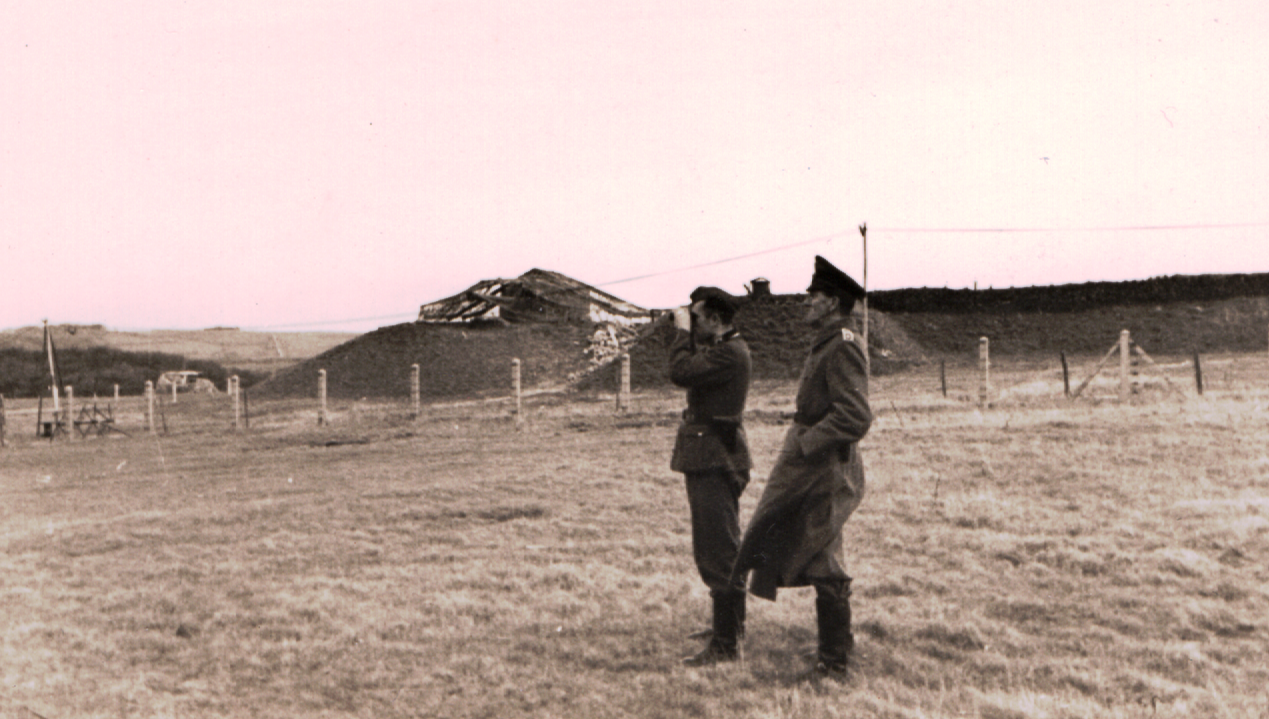
Deux soldats regardent vers Wimereux. En arrière-plan, la pièce n°1 camouflée.

En 1942, le fort est intégré au Mur de l’Atlantique. Seront alors construits six bunkers autour du fort : trois Regelbauten 630 ainsi qu'un Regelbau 105, pouvant chacun abriter une mitrailleuse protégée par une plaque blindée, un Regelbau 626, un bunker-garage pour un canon antichar de 5 cm Pak 38 avec réserve à munitions et pièce pour loger le personnel, et un Regelbau 634 (bunker possédant sur son toit une cloche blindée à créneaux pour une mitrailleuse). A noter l'érection au même moment d'une citerne type Regelbau 658, pouvant contenir 20 m3 d'eau.

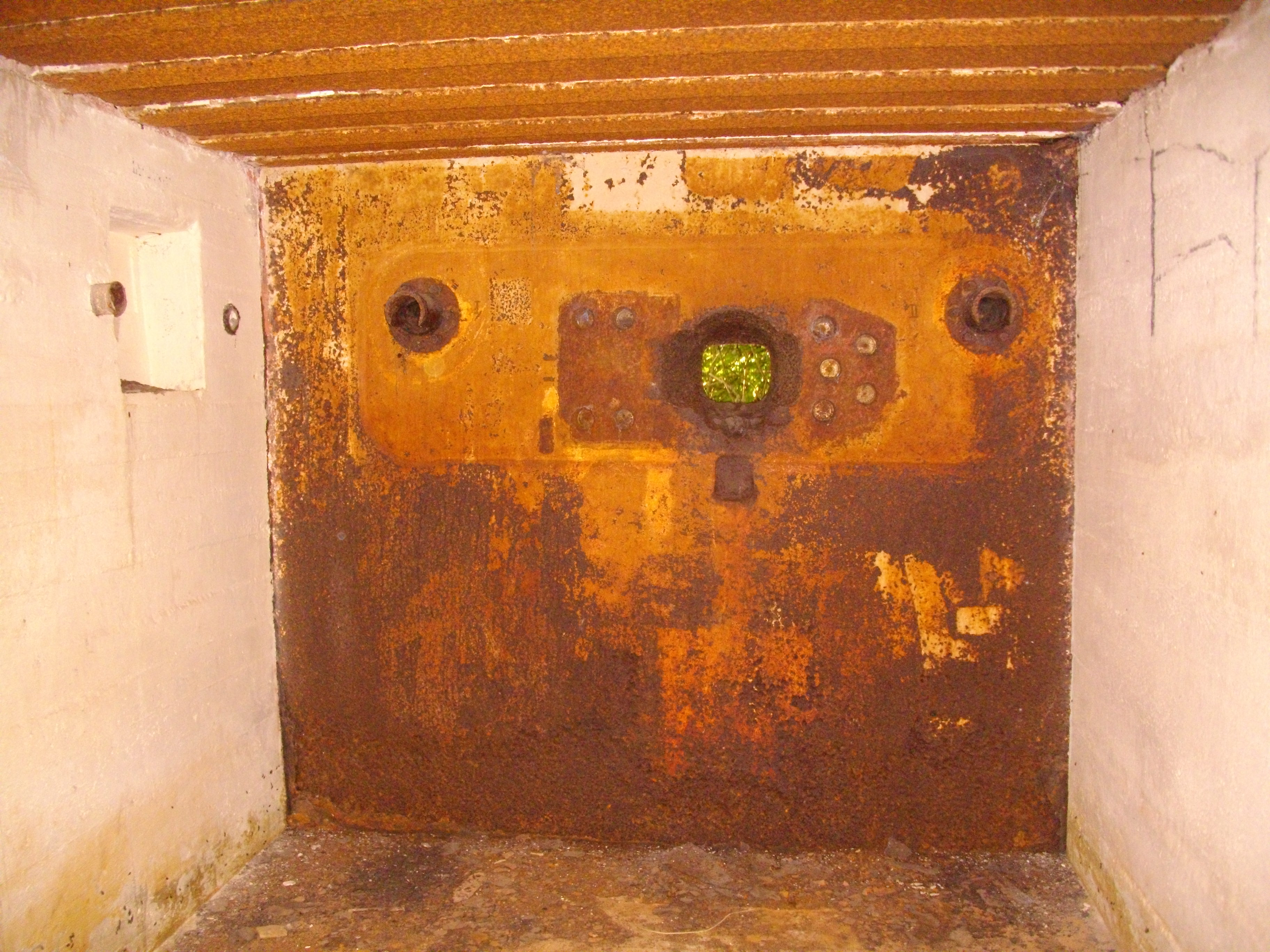
Plaque en acier du R 105, pour une mitrailleuse. Situé en face de la pièce n°3, il est orienté vers Wimereux et n'est pas visitable.

La casemate remplaçant la pièce de 19,4 cm no 3, dont les restes de la plateforme sont visibles devant l'ouvrage.

Alors que le conflit devient mondial, les bombardements deviennent de plus en plus importants et de plus en plus destructeurs, et la menace d'un débarquement alliée se fait de plus en plus oppressante. C'est dans ce cadre que dans les premiers mois de 1944, les plateformes des canons de 19,4 cm n°1,2 et 3 vont chacune laisser place à un bunker englobant les anciennes soutes à munitions françaises des canons de 19,4 cm, conservées par souci d'économie de béton, et qui abritent désormais une pièce de 10,5 cm SK/C 32. Une quatrième casemate est également construite sur un talus au sud du fort.

### La batterieCrèche II

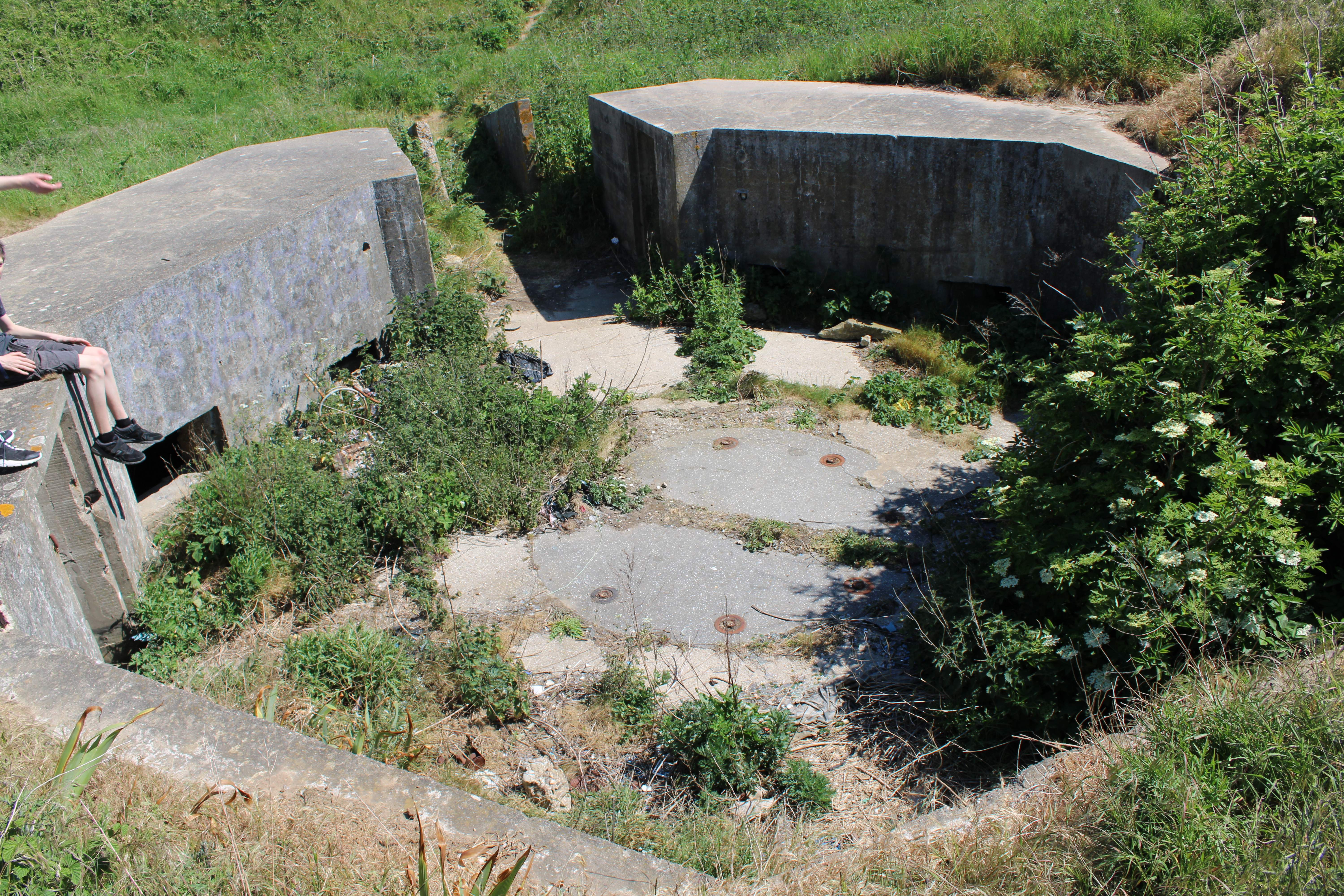
Une des plateformes pour un 9,4 cm Vickers.

Au nord de la pointe, les Anglais ont abandonné une batterie de quatre pièces de 9,4 cm Vickers M 39 (e). Un détachement du 240e Groupe d'Artillerie de Marine va servir cette batterie qui a à la fois l'ordre de défendre le ciel contre l'aviation alliée et la mer contre les navires ennemis. Des plateformes octogonales, avec réserves à munitions attenantes, sont construites pour chaque canon et on y construit aussi, comme à la Crèche I, des abris FK : un à la place du poste de télémétrie (ce bunker est aussi équipé d'une annexe sur son toit pour accueillir le même dispositif) ; deux bunkers pouvant loger environ 25 personnes ; un autre, pour environ 9 personnes, muni d'une pièce de 2 cm Flak sur son toit ; un abri simple au sud également ; et quelques abris légers. Le tout est protégé par une batterie de 4 cm et de 2 cm Flak, des mitrailleuses et est relié par un réseau de tranchées. En 1944, les pièces vont être protégées par quatre bunkers type Regelbau 671.

### La batterieCrèche III
Les quatre pièces de 7,5 cm Mle 1897, installées derrière le fort en 1931 pour la défense-anti-aérienne, vont constituer la batterie Crèche III. Cependant, le 6 juin 1940 une des pièces est installée à la jetée sud du port de Boulogne pour remplacer une un canon anglais qui manquait de munitions. Elle ne retournera jamais au fort de la Crèche.

### La pointe

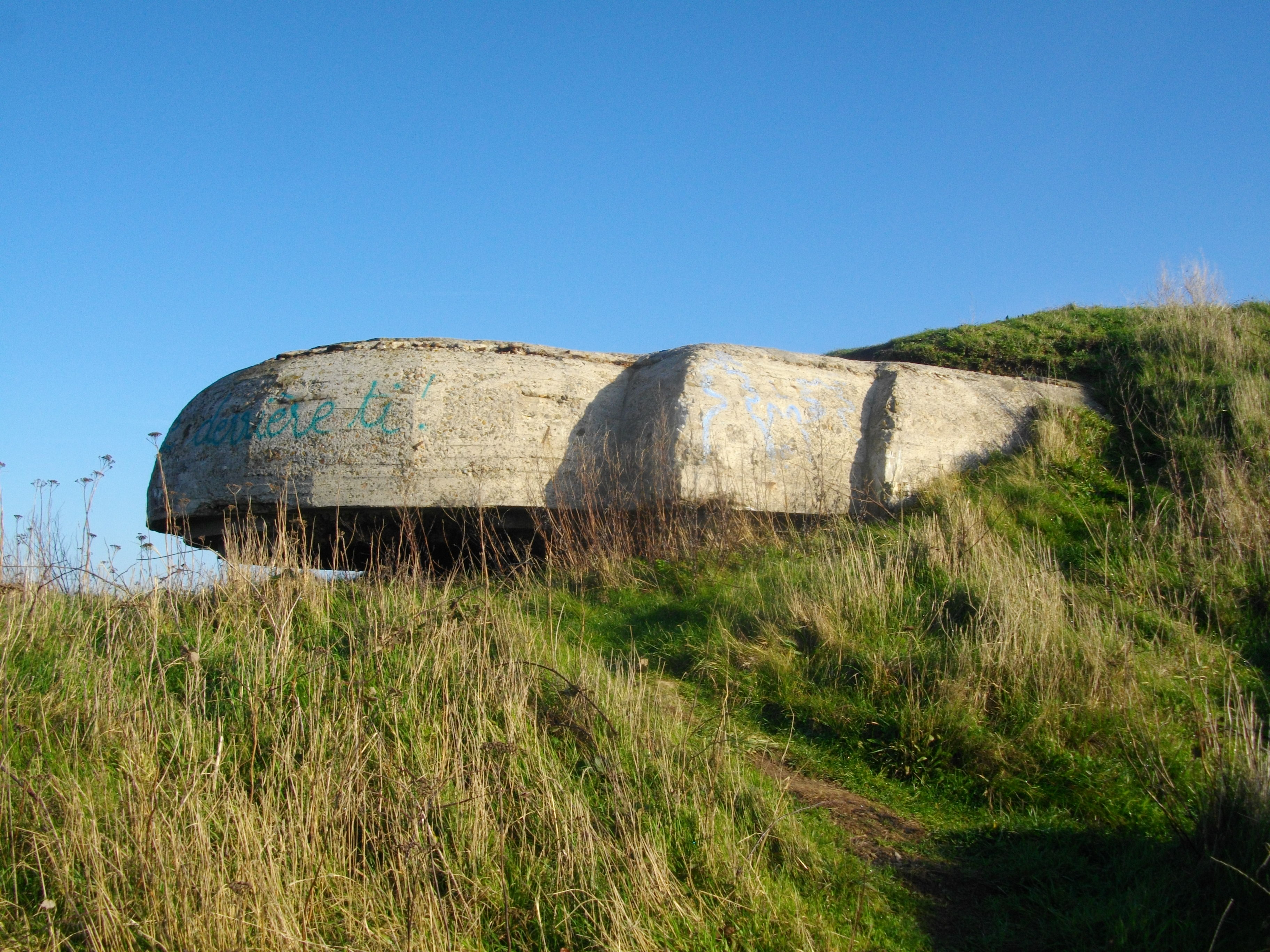
Le poste de direction de tir français, achevé en 1935. L'étage implanté par les Allemands a été détruit après-guerre.

Dès l'été 1940, le poste de direction de tir français est remis en fonction. Sur son toit, une petite pièce d'observation est ajoutée, sur laquelle sera implanté un télémètre. L'endroit se retrouve pourvu de Flak, d'abris légers, et un projecteur allemand d'un diamètre de 150 cm viendra remplacer le projecteur français. En avant du poste de direction de tir, un projecteur modifié pour repérer des navires sera implanté dès 1941, avec un bunker pour le protéger. La place va aussi recevoir des postes d'observation secondaires pour les batteries Todt, Friedrich August et Grosser Kurfürst.

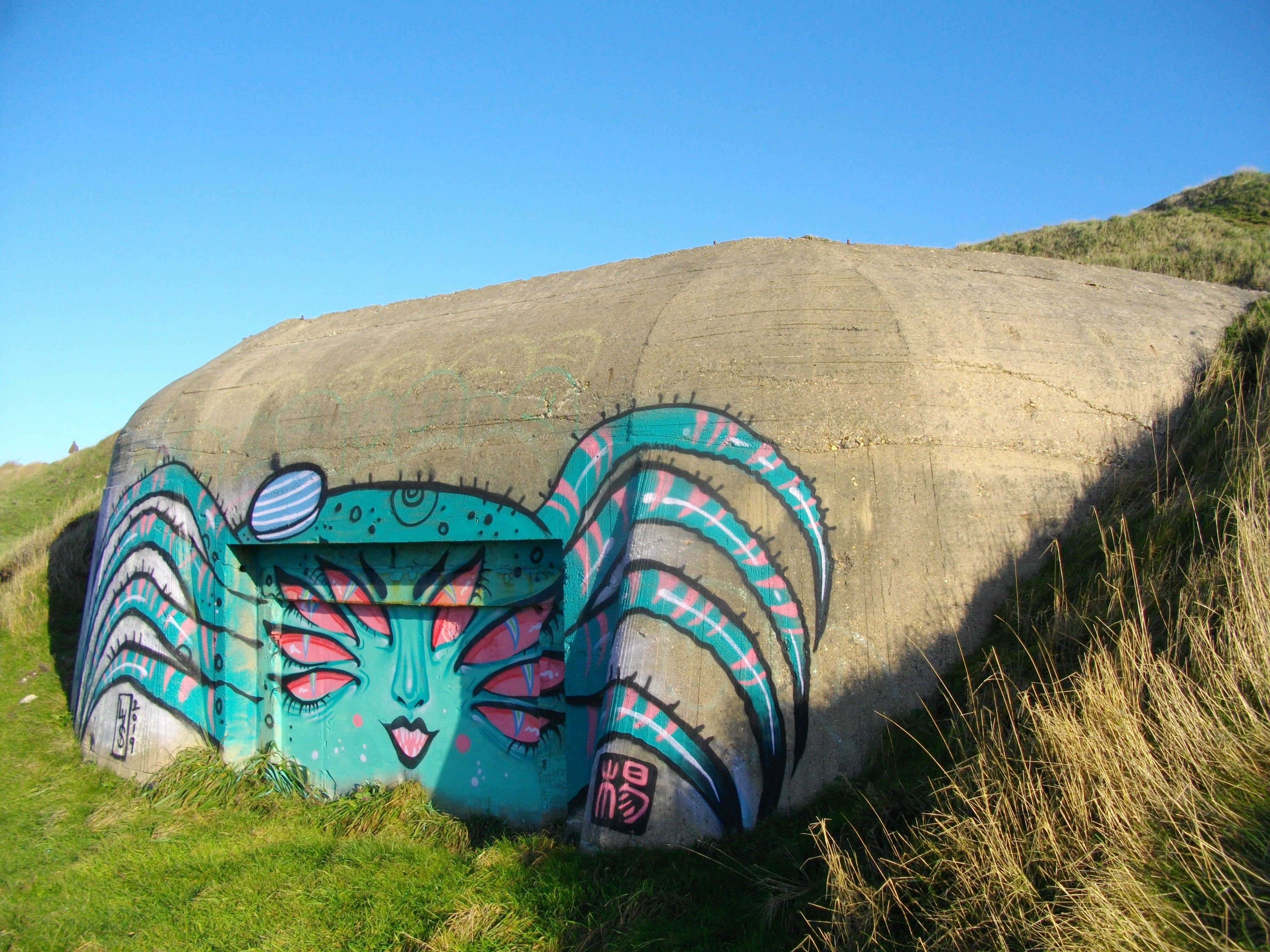
Le Regelbau 611 de la batterie de verrouillage portuaire.

En 1943, une partie de la batterie de verrouillage du port est implantée sur le flanc sud de la pointe. Cette batterie, répartie de la gare maritime à la pointe de la Crèche, en passant par Nausicaà et le hameau du Moulin Wibert, sert à détruire une force alliée voulant prendre le port par la mer. Sur la pointe de la Crèche seront donc installées une pièce de 15,5 cm d'origine française dans un Regelbau 611, et deux autres pièces de 7,62 cm d'origine russe, dont l'une sera protégée par un Regelbau 669. Au même moment, un Regelbau 634 est implanté sur la pointe. En 1944, les deux Regelbauten de la batterie de verrouillage portuaire ainsi que le Regelbau 634 seront reliés par un même souterrain.
Dès 1942, les trois batteries Crèche ainsi que la pointe sont regroupées dans une même position. Codée Stützpunkt (position lourde) 01 La Crèche en 1943, elle sera renommée Arnika l'année suivante, avec le numéro 221. Le 1er juin 1944, l'effectif de cette position s'élèvera à 405 pour la Kriegsmarine et 25 pour la Heer.
Le fort est finalement pris lors des combats du 21 et 22 septembre 1944 par les Queen's Own Rifles, un régiment canadien.
Après-guerre, le site est laissé à la lassitude du temps, plusieurs ouvrages sont habités par des sans-domicile-fixe ou des ermites et une partie du fort, bien qu'appartenant toujours à la Marine, servira à la ferme proche et la plupart des ouvrages seront abandonnés, en proie à la nature qui reprend ses droits et au vandalisme. Mais depuis 2002 l'Association du Fort de la Crèche restaure au fur et à mesure les différents ouvrages du site et propose désormais des visites guidées avec illustrations et photos d'époque. Cependant, la Crèche II et les bunkers de la pointe sont aussi victimes de la nature et de l'homme, puisque plusieurs ouvrages sont tagués ou sont tombés ces dernières décennies à la suite des éboulements fréquents de la falaise. La plupart des ouvrages de ces deux positions ont été fermés par le Conservatoire du Littoral, propriétaire des lieux, pour éviter tout accident.

## Dignitaires passés au fort de la Crèche ou à la pointe de la Crèche
- Hermann von Fischel (de), en tant qu'amiral commandant des côtes de la Manche, a visité plusieurs fois la batterie du fort de la Crèche sous l'Occupation ;
- Heinz Guderian aurait visité le fort de la Crèche le jour de sa prise par des troupes de la 2e Panzerdivision, le 23 mai 1940 ;
- Fritz Todt s'est arrêté en voiture au nord de la pointe durant l'été 1940 ;
- Wilhelm Marschall a inspecté le fort de la Crèche en octobre 1942[2] ;
- Friedrich Frisius, en tant qu'amiral Seekommandant Pas-de-Calais, a inspecté plusieurs fois la place durant la Seconde Guerre mondiale ;
- Erwin Rommel est passé deux fois au fort de la Crèche dans la matinée du 12 mars et du 18 avril 1944, pour inspecter les fortifications mises en place ; il en ressort satisfait[5] ;
- Gerd von Rundstedt a visité le fort de la Crèche le 2 mai 1944. Il n'a pas été satisfait des défenses organisées autour des bunkers[2].

### Sources
1. 1 2  Alain Chazette, Forteresse Boulogne-sur-Mer, Histoire et Fortifications, 2007.
2. 1 2 3 4 5 6 7  Ben Muller, Festung Boulogne - Constructie und destructie, 2017.
3. ↑  Rudi Rolf, Regelbauten, PRAK, 2015.
4. ↑  « Vue aérienne ».
5. ↑  Quatre forts pour un port : les batteries côtières de type Séré de Rivières, Wimereux - Boulogne - Le Portel, Wimereux, Association Fort de la Crèche et le Cercle historique portelois, 2006, 44 p., p. 31.